# 豊田少年少女発明クラブ
豊田少年少女発明クラブ（とよたしょうねんしょうじょはつめいくらぶ、英：Toyota Boys and Girls Inv. Club）は、豊田市に所在する、青少年の子どもたちの創意、そして夢を育てる活動を行っている団体である。
公益社団法人発明協会の傘下に置かれている。

## 概要
本部を豊田産業文化センターに置き、市内4か所の教室で活動を行っている。
理事長は上田建仁。

## 沿革
- 1981年 クラブ創設、地域文化広場教室開設。
- 1985年 産業文化センター教室開設。
- 2008年 保見教室開設。(2018年に教室が移転)
- 2017年 緑ケ丘教室開設。

## 会員数
小中9学年とOM、OM基礎メンバーに分かれている。
| 学年           | 会員数 | 指導員数 |
| -------------- | ------ | -------- |
| 1年            | 149    |          |
| 2年            | 175    |          |
| 3年            | 161    |          |
| 4年            | 140    |          |
| 5年            | 111    |          |
| 6年            | 100    |          |
| OM基礎 （6年） | 24     |          |
| 中学1年        | 42     |          |
| 中学2年        | 45     |          |
| 中学3年        | 27     |          |
| OM （中学2年） | 7      |          |
| 合計           | 957    | 175      |

## 活動
当発明クラブでは小学校低学年は紙、木材といった素材での工作、高学年になるにつれて簡単な電気回路を用いた作品の制作を行なっている。中学生になるとマイコンでのプログラミング、より高度な電気回路などの、学年に合わせたカリキュラムでの教育活動がなされている。

## オデッセイ・オブ・ザ・マインド
オデッセイ・オブ・ザ・マインド（OM）日本代表として1990年からほぼ毎年、米国で行われるOM世界大会に出場している。

### 成績
2010年ほどまでは成績が低迷していたが、2022年から3連覇、2021年はラナトラファスカ賞受賞、2024年から長期課題、荷重、スタイルの三項目で首位に立つなど、成長を見せている。

### メンバー選考
メンバーは毎年開催されるOM選考試験にて、7人のメンバーに選別される。長期課題のバルサ構造物の製作、様々な演技、スポンティニアスなどの複雑な選考基準がある。